# 漆斑彩葉芋
漆斑彩葉芋（學名：Caladium humboldtii Raf. & Schott）為天南星科彩葉芋屬植物，原產於熱帶美洲，為園藝植物，有多種品種，現在全世界都有分佈。

全株有毒（屬於有毒的草酸鈣結晶），葉的形狀與芋頭相似，葉面有紅白顏色等斑點或斑塊，像油漆噴濺，因而得名。夏季開花，秋冬落葉，地下球根冬眠，取出風乾後隔年春天可再發芽。